# Сату-Ноу (Біхор)
Сату-Ноу (рум. Satu Nou) — село у повіті Біхор в Румунії. Входить до складу комуни Темешеу.
Село розташоване на відстані 445 км на північний захід від Бухареста, 13 км на північ від Ораді, 135 км на захід від Клуж-Напоки.

## Населення
За даними перепису населення 2002 року у селі проживали 248 осіб.
Національний склад населення села:
| Національність | Кількість осіб | Відсоток |
| -------------- | -------------- | -------- |
| угорці         | 234            | 94,4%    |
| румуни         | 14             | 5,6%     |

Рідною мовою назвали:
| Мова      | Кількість осіб | Відсоток |
| --------- | -------------- | -------- |
| угорська  | 235            | 94,8%    |
| румунська | 13             | 5,2%     |